# Carl Ludwig Langbein
Carl Ludwig Langbein (* 29. April 1811 in Wurzen; † 23. April 1873 ebenda) war ein sächsischer Jurist und Politiker. Vom 26. Oktober 1848 bis zu ihrer Auflösung am 18. Juni 1849 war er Abgeordneter des 5. Wahlbezirks im Königreich Sachsen in der ersten deutschen Nationalversammlung in der Paulskirche. Er war liberal und demokratisch eingestellt sowie Mitglied des deutschen Hofes und des Märzvereins. Gegen ihn liefen Untersuchungen wegen staatsgefährdender Handlungen. Das so genannte Langbeinhaus, 1853 von ihm als Bauherrn errichtet, in Wurzen war bis vor einigen Jahren erhalten geblieben.